# 14 sierpnia
14 sierpnia jest 226. (w latach przestępnych 227.) dniem w kalendarzu gregoriańskim. Do końca roku pozostaje 139 dni.

## Święta
- Imieniny obchodzą: Alfred, Atanazja, Dobrowoj, Dobrowoja, Elżbieta, Euzebiusz, Kalikst, Machabeusz, Majnard, Maksymilian, Marceli i Ursycyn.
- Maroko – Święto Przyłączenia Prowincji Wadi Eddahab
- Pakistan – Święto Niepodległości
- Paragwaj – Dzień Flagi
- Polska – Dzień Energetyka
- USA – Dzień Nawajskiego Szyfranta
- Świat – Święto Orientacji Nieheteronormatywnej
- wspomnienia i święta w Kościele katolickim[1][2] obchodzą:
  - bł. Aimone Taparelli (dominikanin)
  - św. Antoni Primaldo i towarzysze
  - bł. Elżbieta Renzi
  - św. Maksymilian Maria Kolbe
  - bł. Sante z Montefabbri (franciszkanin)
  - św. Symplicjan Soresini (arcybiskup)
  - św. Meinard (biskup)

## Wydarzenia w Polsce

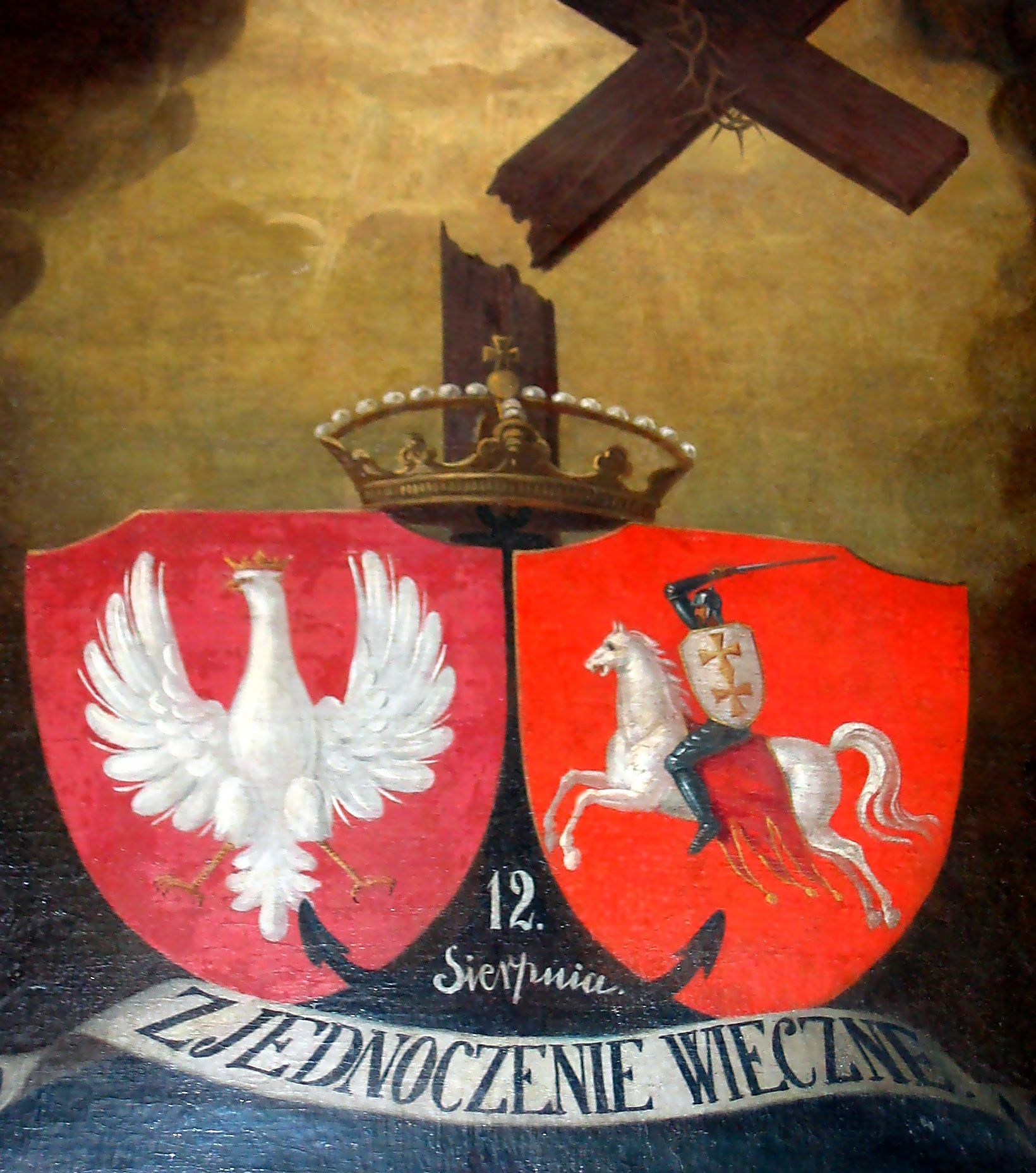
Malowidło upamiętniające Unię w Krewie (1385)

- 1344 – Działdowo otrzymało prawa miejskie.
- 1359 – Odnowiono przywileje miejskie Ornety na prawie chełmińskim. Miasto otrzymało ratusz.
- 1385 – Na zamku w Krewie podpisano akt unii między Polską a Wielkim Księstwem Litewskim.
- 1409 – W Korczynie król Władysław II Jagiełło otrzymał pismo z wypowiedzeniem wojny przez zakon krzyżacki.
- 1594 – Biskup włocławski Hieronim Rozdrażewski konsekrował ponownie odbudowaną po pożarze bazylikę archikatedralną w Gdańsku-Oliwie.
- 1610 – W bitwie pod Tarnawcem starosta leżajski Łukasz Opaliński starszy odniósł zwycięstwo nad rezydującym w Łańcucie rotmistrzem królewskim i starostą zygwulskim Stanisławem Diabłem Stadnickim, który wcześniej napadł na Leżajsk.
- 1862 – Na skutek zadenuncjowania przez Polaka Alfa Wrześniowskiego został aresztowany Jarosław Dąbrowski, jeden z przywódców Stronnictwa Czerwonych przygotowujący plan wybuchu powstania antyrosyjskiego.
- 1914 – Wielki książę Mikołaj Mikołajewicz Romanow wydał manifest zawierający obietnicę zjednoczenia po zakończeniu wojny pod berłem cesarza ziem polskich z trzech zaborów i nadania im autonomii.
- 1919:
  - Wybuchł strajk 140 tys. polskich robotników na Górnym Śląsku, poprzedzający wybuch zbrojnego powstania.
  - Założono klub piłkarski Ruch Radzionków.
- 1920 – Wojna polsko-bolszewicka: zwycięstwo wojsk polskich w bitwie pod Ossowem.
- 1927 – Odbył się Wyścig Tatrzański (oficjalnie Automobilowy Rajd Tatrzański), pierwszy w historii polskiego automobilizmu samochodowo-motocyklowy wyścig górski.
- 1929 – W wyniku zderzenia pociągu towarowego z towosem w Łodzi zginęło 7 żołnierzy 28. Pułku Strzelców Kaniowskich i 2 kolejarzy, a 7 osób zostało rannych.
- 1942:
  - Niemcy rozstrzelali około 700 Żydów z Gorlic i Bobowej.
  - Podczas likwidacji getta w Krzemieńcu oddziały niemieckie i ukraińskie rozstrzelały około 1500 Żydów.
  - Podczas pacyfikacji wsi Kulno w powiecie leżajskim Niemcy zamordowali 22 Ukraińców i 73 Żydów.
- 1943 – Oddział UPA zamordował ponad 30 Polaków w Stanisławowie w powiecie włodzimierskim.
- 1944:
  - 14. dzień powstania warszawskiego: najcięższe walki toczyły się na Starym Mieście. Nad Puszczą Niepołomicką, po dokonaniu zrzutu pomocy dla powstańców, został zaatakowany przez niemieckie myśliwce ciężki bombowiec Consolidated B-24 Liberator z 7-osobową polską załogą, która poniosła śmierć opuszczając płonący samolot na spadochronach ze zbyt niskiej wysokości.
  - Rozpoczęła się akcja „Burza” w Okręgu Łódź AK.
- 1980 – Rozpoczęły się strajki na Wybrzeżu; stanęła Stocznia Gdańska.
- 1982 – W Ośrodku Odosobnienia w Kwidzynie został stłumiony bunt internowanych.
- 1988 – Dokonano oblotu szybowca PW-3 Bakcyl.
- 1991 – Na wieżach archikatedry św. Jana Chrzciciela we Wrocławiu umieszczono dwa 17-tonowe hełmy.
- 1995 – W Warszawie odsłonięto pomnik Józefa Piłsudskiego (plac Piłsudskiego).
- 1998:
  - Na Stadionie Śląskim w Chorzowie odbył się koncert grupy The Rolling Stones.
  - W Warszawie odsłonięto Pomnik Czynu Zbrojnego Polonii Amerykańskiej.
- 2001 – Założono Wyższą Szkołę Kultury Społecznej i Medialnej w Toruniu.
- 2011 – W pierwszym oficjalnym meczu na PGE Arena Gdańsk Lechia Gdańsk zremisowała z Cracovią 1:1.
- 2024 – W rozegranym na Stadionie Narodowym w Warszawie meczu o Superpuchar Europy UEFA Real Madryt pokonał Atalantę Bergamo 2:0.

## Wydarzenia na świecie
- 1018 – Wyprawa kijowska: Bolesław I Chrobry zdobył Kijów.
- 1040 – Makbet zabił w czasie bitwy pod Bothgouanan króla Szkocji Duncana I i zajął jego miejsce.
- 1089 – Król Niemiec Henryk IV Salicki ożenił się z księżniczką kijowską Eupraksją.
- 1119 – W bitwie pod Hab krzyżowcy pod dowództwem Baldwina II z Le Bourg pokonali siły Ilghaziego, co zatrzymało muzułmańską ofensywę w północnej Syrii.
- 1288 – Düsseldorf otrzymał prawa miejskie.
- 1291 – Zakończyła się ewakuacja templariuszy z zamku Château Pèlerin w Palestynie.
- 1352 – Wojna o sukcesję w Bretanii: zwycięstwo wojsk bretońsko-angielskich nad francuskimi w bitwie pod Mauron.
- 1370 – Karlowe Wary otrzymały prawa miejskie.
- 1385 – Portugalczycy pokonali kastylijskich najeźdźców w bitwie pod Aljubarrota.
- 1431 – W bitwie pod Domazlicami husyci pod wodzą Prokopa Wielkiego rozgromili armię cesarską.
- 1433 – Edward I Aviz został królem Portugalii.
- 1447 – W Mediolanie proklamowano Republikę Ambrozjańską.
- 1457 – Wojna trzynastoletnia: w bitwie pod Bornholmem flota gdańska (3 okręty kaperskie) pokonała flotę duńską (16 okrętów).
- 1480 – We włoskim Otranto tureccy najeźdźcy dokonali rzezi około 800 mieszkańców, którzy odmówili przejścia na islam.
- 1502 – W czasie swej czwartej i ostatniej wyprawy do Nowego Świata Krzysztof Kolumb wylądował w dzisiejszym Hondurasie.
- 1595 – Papież Klemens VIII erygował diecezję Caceres i podniósł do rangi archidiecezji diecezję Manili na Filipinach.
- 1598 – Irlandzka wojna dziewięcioletnia: zwycięstwo rebeliantów nad wojskami angielskimi w bitwie pod Yellow Ford.
- 1608 – Mieszkający w Neapolu 71-letni misjonarz Giulio Mancinelli z zakonu jezuitów miał objawienie Matki Bożej, która poleciła mu, aby nazwał ją Królową Polski.
- 1673 – Gerazym II został ekumenicznym patriarchą Konstantynopola.
- 1678 – Wojna Francji z koalicją hiszpańsko-austriacko-lotaryńską: zwycięstwo wojsk francuskich w bitwie pod Saint-Denis.
- 1756 – Brytyjska wojna z Indianami i Francuzami: zwycięstwo wojsk francuskich w bitwie o Fort Oswego.
- 1784 – Rosyjski handlarz Grigorij Szelichow założył na wyspie Kodiak pierwszą rosyjską osadę na Alasce.
- 1790 – Podpisano rosyjsko-szwedzki pokój w Värälä.
- 1791 – Na Haiti wybuchło powstanie antyfrancuskie.
- 1793 – Powstanie wandejskie we Francji: zwycięstwo wojsk republikańskich w bitwie pod Luçon.
- 1814:
  - W mediolańskiej La Scali odbyła się premiera opery Turek we Włoszech Gioacchino Rossiniego.
  - W Moss podpisano układ ustanawiający szwedzko-norweską unię personalną.
- 1815 – Król Sardynii i Piemontu Wiktor Emanuel I ustanowił Order Sabaudzki Wojskowy.
- 1816 – Wielka Brytania anektowała archipelag Tristan da Cunha na południowym Atlantyku.
- 1844 – Wojna francusko-marokańska: zwycięstwo wojsk francuskich w bitwie nad rzeką Isly.
- 1846 – Założono niemiecki klub piłkarski 1. FC Heidenheim (jako TV Heidenheim).
- 1870 – Niemiecki astronom Christian Peters odkrył planetoidę (111) Ate.
- 1880 – Zakończono trwającą od 1248 roku budowę katedry w Kolonii.
- 1890 – Oddano do użytku salę koncertową Coliseu dos Recreios w Lizbonie.
- 1893 – W Paryżu rozpoczęto wydawanie pierwszych na świecie tablic rejestracyjnych.
- 1900 – Wojska międzynarodowe zajęły Pekin i zdławiły powstanie bokserów.
- 1901 – W Bridgeport w amerykańskim stanie Connecticut Gustave Whitehead odbył pierwszy (niesterowany) lot samolotem własnej konstrukcji, wyprzedzając o ponad 2 lata braci Wright.
- 1904:
  - Gen. Ismael Montes został prezydentem Boliwii.
  - Wojna rosyjsko-japońska: zwycięstwo Japończyków w bitwie pod Ulsan.
- 1912 – Rozpoczęła się amerykańska interwencja wojskowa w Nikaragui.
- 1913 – Gen. Ismael Montes został po raz drugi prezydentem Boliwii.
- 1914:
  - I wojna światowa: wojska francuskie wkroczyły do Lotaryngii.
  - W Kimberley (dzisiejsza Republika Południowej Afryki) zamknięto odkrywkową kopalnię diamentów zwaną Wielką Dziurą.
- 1919:
  - Weszła w życie Konstytucja Rzeszy Niemieckiej.
  - Wojsko czechosłowackie zajęło należący dotychczas do Węgier tzw. przyczółek bratysławski na południowym brzegu Dunaju.
- 1920 – Czechosłowacja i Jugosławia podpisały układ o współpracy. Układ ten rozpoczął budowę tzw. Małej Ententy.
- 1921 – Proklamowano niepodległość środkowoazjatyckiego państwa Tannu-Tuwa.
- 1925 – Wszedł w życie Traktat Spitsbergeński.
- 1932 – W Los Angeles zakończyły się X Letnie Igrzyska Olimpijskie.
- 1935 – Prezydent USA Franklin Delano Roosevelt podpisał Social Security Act.
- 1936 – Gwałciciel i morderca Rainey Bethea został powieszony w Owensboro w stanie Kentucky w ostatniej publicznej egzekucji w historii USA.
- 1940 – Luksemburg został formalnie anektowany przez III Rzeszę.
- 1941:
  - Prezydent USA Franklin Delano Roosevelt i premier Wielkiej Brytanii Winston Churchill podpisali Kartę Atlantycką.
  - Zawarto radziecko-polską umowę o utworzeniu polskich sił zbrojnych na wschodzie.
- 1943 – Front wschodni: zwycięstwem Armii Czerwonej zakończyła się bitwa o Biełgorod.
- 1944:
  - Bitwa o Atlantyk: w Zatoce Biskajskiej brytyjskie okręty i samoloty zatopiły bombami głębinowymi niemiecki okręt podwodny U-618 wraz z całą, 61-osobową załogą.
  - Front zachodni: w trakcie alianckiej inwazji na Normandię rozpoczęła się ofensywa wojsk kanadyjskich i polskich, której celem było zajęcie strategicznego miasteczka Falaise, a następnie mniejszych okolicznych miejscowości Trun i Chambois (operacja „Tractable”).
- 1945:
  - Cesarz Hirohito zwołał posiedzenie gabinetu na którym zapowiedział kapitulację Japonii oraz nagrał przemówienie do narodu, które wyemitowano w radiu następnego dnia w południe.
  - Fotoreporter pochodzenia niemieckiego Alfred Eisenstaedt wykonał swe najsłynniejsze zdjęcie, przedstawiające całujących się marynarza i pielęgniarkę na Times Square w Nowym Jorku, znane jako Victory over Japan Day (V-J Day).
  - Marszałek Philippe Pétain został skazany przez francuski sąd na karę śmierci za kolaborację z Niemcami. Wyroku nie wykonano, lecz zamieniono go na dożywotnie pozbawienie wolności.
- 1947:
  - Pakistan uzyskał niepodległość (od Wielkiej Brytanii).
  - Premiera amerykańskiej komedii filmowej Życie z ojcem w reżyserii Michaela Curtiza.
  - Przed Amerykańskim Trybunałem Wojskowym w Dachau zakończył się proces byłych członków załogi obozu koncentracyjnego Buchenwald. Spośród 31 oskarżonych 22 skazano na karę śmierci, a 9 na pozbawienie wolności od 10 lat do dożywocia.
- 1948:
  - W Denver w stanie Kolorado otwarto, nieistniejący już, Mile High Stadium (do 1968 roku Bears Stadium).
  - W Londynie zakończyły się XIV Letnie Igrzyska Olimpijskie.
- 1949:
  - W RFN odbyły się pierwsze po wojnie wybory parlamentarne.
  - Został obalony i zamordowany prezydent Syrii Husni az-Za’im.
- 1951 – Premiera amerykańskiego melodramatu Miejsce pod słońcem w reżyserii George’a Stevensa.
- 1952 – RFN przystąpiła do Międzynarodowego Funduszu Walutowego.
- 1958 – W katastrofie holenderskiego samolotu Lockheed Constellation u wybrzeży Irlandii zginęło 99 osób.
- 1960 – David Dacko został pierwszym prezydentem Republiki Środkowoafrykańskiej.
- 1963 – Premiera filmu przygodowego Mój przyjaciel delfin w reżyserii Jamesa B. Clarka.
- 1968 – 21 osób zginęło w katastrofie śmigłowca Sikorsky S-61 w Compton w Kalifornii.
- 1969 – Rząd brytyjski wysłał wojsko do Irlandii Północnej.
- 1972 – 156 osób zginęło pod Berlinem Wschodnim w katastrofie lecącego do bułgarskiego Burgas samolotu Ił-62, należącego do wschodnioniemieckich linii lotniczych Interflug.
- 1973:
  - Lotnictwo amerykańskie zakończyło naloty bombowe na Kambodżę.
  - Weszła w życie nowa konstytucja Pakistanu.
- 1974 – Inwazja turecka na Cypr: delegacja turecka zerwała negocjacje pokojowe w sprawie konfliktu. W ciągu kolejnych trzech dni nastąpiła kulminacja ofensywy wojsk tureckich, które zajęły 37% powierzchni wyspy, co utrwaliło jej podział.
- 1977 – Około 70 żołnierzy zginęło w wyniku eksplozji w magazynie rakiet armii radzieckiej w Dannenwalde w ówczesnej NRD.
- 1986 – 24 osoby zginęły, a 84 zostały ranne w wyniku wybuchu samochodu-pułapki w chrześcijańskiej dzielnicy Bejrutu.
- 1991 – Przyjęto konstytucję Laosu.
- 1992 – W Ugandzie spadł meteoryt Mbale.
- 1994 – Międzynarodowy terrorysta Ilich Ramírez Sánchez (znany jako „Carlos” lub „Szakal”) został aresztowany w sudańskim Chartumie przez francuskich agentów, a następnie przewieziony do Paryża.
- 2001 – W Turcji została założona turecka Partia Sprawiedliwości i Rozwoju (AKP).
- 2002 – Lyonpo Kinzang Dorji został premierem Bhutanu.
- 2003:
  - Wielka awaria energetyczna w USA i Kanadzie. Sparaliżowane zostały m.in. miasta: Nowy Jork, Detroit i Toronto.
  - W Turkmenistanie wprowadzono subwencjonowanie elektryczności, gazu ziemnego, wody i soli do roku 2030.
- 2004 – Papież Jan Paweł II rozpoczął ostatnią przed śmiercią podróż apostolską do francuskiego Lourdes.
- 2005 – W katastrofie cypryjskiego Boeinga 737 na północ od Aten zginęło 121 osób.
- 2006:
  - 7 osób zginęło w Kolombo w wyniku zamachu na konwój pakistańskiego ambasadora na Sri Lance.
  - Nigeria, zgodnie z orzeczeniem Międzynarodowego Trybunału Sprawiedliwości z 2002 roku, przekazała Kamerunowi półwysep Bakassi.
  - Somalijskie regiony Mudug i Galgaduud ogłosiły secesję i utworzyły nieuznawane państwo Galmudug.
  - W pakistańskim Karaczi odsłonięto pomnik generała Władysława Turowicza.
  - Zakończyła się II wojna izraelsko-libańska.
- 2007:
  - 796 osób zginęło, a 1562 zostały ranne w serii samobójczych zamachów bombowych wymierzonych w wyznawców jezydyzmu w miejscowości Kahtanija w Iraku.
  - W Afganistanie zginął pierwszy polski żołnierz sił stabilizacyjnych ppr. Łukasz Kurowski.
- 2008:
  - Gruziński parlament jednomyślnie uchwalił wystąpienie kraju ze Wspólnoty Niepodległych Państw.
  - Maulaj uld Muhammad al-Aghzaf został premierem Mauretanii.
  - Polska i USA parafowały umowę w sprawie zbudowania w Polsce elementów amerykańskiej tarczy antyrakietowej.
- 2010:
  - Patrice Trovoada został po raz drugi premierem Wysp Świętego Tomasza i Książęcej.
  - W Singapurze rozpoczęły się I Letnie Igrzyska Olimpijskie Młodzieży.
- 2013:
  - 14 osób zginęło, a 26 zostało rannych w wyniku wybuchu dwóch bomb w mieście Bakuba w Iraku.
  - Egipskie siły bezpieczeństwa rozpoczęły likwidację dwóch obozów zwolenników obalonego prezydenta Muhammada Mursiego w Kairze, co doprowadziło do wybuchu zamieszek w całym kraju, w wyniku których do 18 sierpnia zginęło łącznie 638 osób, a 4 tys. zostało rannych.
  - Podczas lądowania w brytyjskim Porcie lotniczym Birmingham-Shuttlesworth rozbił się lecący z Louisville w stanie Kentucky samolot transportowy Airbus A300-600F należący do amerykańskich UPS Airlines, w wyniku czego zginęli obaj piloci.
- 2017 – Kilkaset osób zginęło wskutek zejścia lawin błotnych w stolicy Sierra Leone, Freetown i w innych miejscach na zachodzie kraju.
- 2018 – 43 osoby zginęły, a 14 zostało rannych w wyniku zawalenia wiaduktu Morandiego we włoskiej Genui.
- 2022 – W pożarze koptyjskiego kościoła w egipskiej Gizie zginęło 41 osób (w tym 18 dzieci), a 45 odniosło obrażenia.

## Eksploracja kosmosu
- 1966 – Amerykańska sonda Lunar Orbiter 1 weszła na orbitę okołoksiężycową.

## Urodzili się
- 1297 – Hanazono, cesarz Japonii (zm. 1348)
- 1473 – Małgorzata Pole, angielska hrabina, męczennica, błogosławiona (zm. 1541)
- 1502 – Pieter Coecke van Aelst, niderlandzki malarz, rzeźbiarz, architekt (zm. 1550)
- 1530 – Giambattista Benedetti, włoski fizyk, matematyk (zm. 1590)
- 1607 – Franciszek de Capillas, hiszpański dominikanin, misjonarz, męczennik, święty (zm. 1648)
- 1642 – Kosma III Medyceusz, wielki książę Toskanii (zm. 1723)
- 1685 – João da Mota e Silva, portugalski kardynał, polityk (zm. 1747)
- 1688 – Fryderyk Wilhelm I Hohenzollern, król Prus (zm. 1740)
- 1692 – Fryderyk Antoni, książę Schwarzburg-Rudolstadt (zm. 1744)
- 1694 – Henry Howard, brytyjski arystokrata, polityk (zm. 1758)
- 1714 – Joseph Vernet, francuski malarz (zm. 1789)
- 1720 – Fryderyk II, landgraf Hesji-Kassel (zm. 1785)
- 1727:
  - Pierre-Martial Cibot, francuski jezuita, misjonarz, uczony (zm. 1780)
  - Anna Henrietta de France, francuska księżniczka (zm. 1752)
  - Ludwika Elżbieta de France, francuska księżniczka (zm. 1759)
- 1738 – Leopold Hofmann, austriacki kompozytor, skrzypek, organista (zm. 1793)
- 1742 – Pius VII, papież (zm. 1823)
- 1748 – Karolina Waldeck-Pyrmont, księżniczka Waldecku i Pyrmontu, księżna Kurlandii i Semigalii (zm. 1782)
- 1758 – Carle Vernet, francuski malarz (zm. 1836)
- 1768:
  - Hugues-Robert-Jean-Charles de La Tour d’Auvergne-Lauraguais, francuski duchowny katolicki, biskup Arras, kardynał (zm. 1851)
  - Michał Stachowicz, polski malarz, grafik (zm. 1825)
- 1769 – Richard Barry, brytyjski arystokrata, hazardzista, sportowiec, entuzjasta teatru, kobieciarz pochodzenia irlandzkiego (zm. 1793)
- 1770 – Mariano Matamoros, meksykański duchowny katolicki, rewolucjonista (zm. 1814)
- 1777:
  - Franciszek I Burbon, król Obojga Sycylii (zm. 1830)
  - Hans Christian Ørsted, duński fizyk, chemik (zm. 1851)
- 1787 – Raffaelle Sacco, włoski pisarz, poeta (zm. 1872)
- 1794 – Michał Baliński, polski historyk, pisarz, publicysta, działacz oświatowy (zm. 1864)
- 1802:
  - Fabio Maria Asquini, włoski kardynał (zm. 1878)
  - Letitia Elizabeth Landon, brytyjska poetka, pisarka (zm. 1838)
- 1810 – Matteo Liberatore, włoski jezuita, filozof, publicysta (zm. 1892)
- 1811 – Adam Clark, szkocki inżynier (zm. 1866)
- 1818 – Franciszek Orleański, książę Joinville (zm. 1900)
- 1824 – Arthur Johnson Hobrecht, niemiecki polityk, nadburmistrz Wrocławia (zm. 1912)
- 1825 – Domingo Santa María, chilijski polityk, prezydent Chile (zm. 1889)
- 1826 – Eusebio Lillo Robles, chilijski poeta, polityk (zm. 1910)
- 1834 – Friedrich Goltz, niemiecki fizjolog, wykładowca akademicki (zm. 1902)
- 1835:
  - Stefan Chłapowski, polski ziemianin, spółdzielca mleczarski (zm. 1884)
  - Hugo Ilse, niemiecki botanik, leśnik (zm. 1900)
- 1837 – Bolesław Leszczyński, polski aktor (zm. 1918)
- 1839 – Józef Znamirowski, polski ziemianin, przedsiębiorca, polityk (zm. 1906)
- 1840:
  - Richard von Krafft-Ebing, austriacko-niemiecki seksuolog, psychiatra, neurolog, kryminolog, wykładowca akademicki (zm. 1902)
  - Briton Rivière, brytyjski malarz, rytownik, rzeźbiarz (zm. 1920)
- 1842:
  - Jean Darboux, francuski matematyk, wykładowca akademicki (zm. 1917)
  - Franz von Hummelauer, austriacki jezuita, biblista (zm. 1914)
- 1844 – Franciszka Orleańska, francuska arystokratka (zm. 1925)
- 1846:
  - Giuseppe Calì, maltański malarz (zm. 1930)
  - Hipolit Lipiński, polski malarz (zm. 1884)
- 1847:
  - Robert Comtesse, szwajcarski polityk, prezydent Szwajcarii (zm. 1922)
  - Karl Oskar Medin, szwedzki pediatra (zm. 1927)
- 1850 – Józef Rostafiński, polski botanik, wykładowca akademicki (zm. 1928)
- 1851 – Doc Holliday, amerykański rewolwerowiec (zm. 1887)
- 1852 – Adam Zimmerman, kanadyjski kupiec, polityk (zm. 1919)
- 1854:
  - Franciszek Kramarczyk, polski rolnik, polityk (zm. 1940)
  - Mitrofan (Šević), serbski biskup prawosławny (zm. 1918)
- 1858 – Bronisław Dembiński, polski historyk, polityk, kierownik resortu wyznań religijnych i oświecenia publicznego (zm. 1939)
- 1860:
  - María Caridad Brader, szwajcarska zakonnica, błogosławiona (zm. 1943)
  - Ernest Thompson Seton, brytyjski rysownik, pisarz, jeden z twórców skautingu, obrońca Indian (zm. 1946)
- 1862 – Henryk Hohenzollern, książę pruski, Grossadmiral (zm. 1929)
- 1865:
  - Guido Castelnuovo, włoski matematyk pochodzenia żydowskiego (zm. 1952)
  - Dmitrij Mereżkowski, rosyjski prozaik, poeta, krytyk literacki, historyk, filozof, tłumacz (zm. 1941)
- 1867:
  - John Galsworthy, brytyjski pisarz, laureat Nagrody Nobla (zm. 1933)
  - Artur Oppman, polski poeta, pułkownik, publicysta, varsavianista (zm. 1931)
- 1868 – Leone Sinigaglia, włoski kompozytor (zm. 1944)
- 1869 – Robert Lamezan-Salins, austriacko-polski hrabia, generał (zm. 1930)
- 1870:
  - Wilhelm von Fircks, niemiecki hrabia, geolog, polityk (zm. 1933)
  - Louis Potheau, francuski żeglarz sportowy (zm. 1955)
- 1871:
  - Guangxu, cesarz Chin (zm. 1908)
  - Antanas Povylius, litewski działacz społeczny i spółdzielczy, polityk (zm. 1961)
- 1873 – Mieczysław Srokowski, polski prozaik, poeta (zm. 1910)
- 1874 – Mustafa Kamil, egipski prawnik, dziennikarz, polityk (zm. 1908)
- 1875 – Eusebio Ayala, paragwajski prawnik, polityk, prezydent Paragwaju (zm. 1942)
- 1876:
  - Sibilla Aleramo, włoska pisarka, feministka (zm. 1960)
  - Aleksander I Obrenowić, król Serbii (zm. 1903)
- 1877 – Aleksander Zelwerowicz, polski aktor, reżyser, pedagog (zm. 1955)
- 1881 – Francis Ford, amerykański aktor, reżyser filmowy (zm. 1953)
- 1882 – Robert Curry, amerykański zapaśnik (zm. 1944)
- 1883 – Gladys Eastlake-Smith, brytyjska tenisistka (zm. 1941)
- 1884:
  - Viggo Larsen, duński aktor, reżyser i producent filmowy (zm. 1957)
  - Witold Małkowski, polski malarz, scenograf (zm. 1962)
- 1885 – Charles Gunn, brytyjski lekkoatleta, chodziarz (zm. 1983)
- 1887:
  - Kenelm Lee Guinness, irlandzko-brytyjski kierowca wyścigowy (zm. 1937)
  - Rirette Maîtrejean, francuska myślicielka, działaczka anarchoindywidualistyczna i anarchofeministyczna (zm. 1968)
- 1888 – Adam Adolf Sobota, polski polityk, poseł na Sejm Śląski (zm. 1975)
- 1889:
  - Dmytro Ładyka, ukraiński adwokat, działacz społeczny, polityk, poseł na Sejm RP (zm. 1945)
  - Willi Münzenberg, niemiecki działacz komunistyczny (zm. 1940)
  - Otto Tief, estoński adwokat, polityk, premier Estonii (zm. 1976)
- 1890:
  - Oswald Pirow, południowoafrykański prawnik, polityk pochodzenia niemieckiego (zm. 1959)
  - Bruno Tesch, niemiecki chemik, działacz nazistowski, zbrodniarz wojenny (zm. 1946)
- 1891 – Witold Wilkosz, polski matematyk, fizyk, filozof, wykładowca akademicki (zm. 1941)
- 1892:
  - Stefan Michalski, polski pułkownik piechoty (zm. 1939)
  - Stefan Szczepaniak, polski działacz polonijny, przewodniczący ZPwN (zm. 1964)
- 1893:
  - Alfred Alessandrescu, rumuński kompozytor (zm. 1959)
  - František Dvorník, czeski duchowny katolicki, historyk, bizantynolog (zm. 1975)
- 1894 – Edmund Meisel, niemiecki kompozytor, dyrygent (zm. 1930)
- 1896 – Albert Ball, brytyjski pilot wojskowy, as myśliwski (zm. 1917)
- 1897 – Józef Trenkwald, polski major kawalerii, jeździec sportowy (zm. 1956)
- 1899:
  - Adolphe Bousquet, francuski rugbysta (zm. 1972)
  - Alfons Kotowski, polski major piechoty (zm. 1944)
  - Alma Reville, brytyjska scenarzystka (zm. 1982)
- 1900:
  - Jadwiga Czypionka, polska nauczycielka, działaczka kulturalno-oświatowa (zm. ?)[3]
  - Benita von Falkenhayn, niemiecka arystokratka, agentka polskiego wywiadu (zm. 1935)
  - Żanna Kormanowa, polska działaczka komunistyczna i oświatowa, publicystka, historyk ruchu robotniczego pochodzenia żydowskiego (zm. 1988)
  - Kazimierz Przekora, polski ułan (zm. 1943)
  - Michael Redwitz, niemiecki funkcjonariusz i zbrodniarz nazistowski (zm. 1946)
  - Stanisław Sokołowski, polski geolog, wykładowca akademicki, taternik (zm. 1990)
- 1901:
  - Håkon Bryhn, norweski żeglarz sportowy (zm. 1968)
  - Mercedes Comaposada, hiszpańska prawnik, pedagog, dziennikarka, anarchofeministka (zm. 1994)
  - Franz Konwitschny, niemiecki dyrygent, skrzypek (zm. 1962)
- 1902 – Ferdinand Marian, austriacki aktor (zm. 1946)
- 1903:
  - Kim Ch’aek, północnokoreański generał, polityk (zm. 1951)
  - Kazimierz Marczewski, polski architekt, urbanista (zm. 1977)
  - Edmund Oppman, polski historyk, archiwista (zm. 1951)
- 1904 – Jan Rutkiewicz, polski lekarz, polityk, działacz państwowy (zm. 1989)
- 1905:
  - Bernhard Haurwitz, amerykański meteorolog pochodzenia niemieckiego (zm. 1986)
  - Aleksandr Paniuszkin, radziecki funkcjonariusz służb specjalnych, dyplomata (zm. 1974)
- 1906:
  - Aleksander Bregman, polski dziennikarz, publicysta pochodzenia żydowskiego (zm. 1967)
  - Rajmund Galon, polski geograf (zm. 1986)
  - Dino Staffa, włoski kardynał (zm. 1977)
- 1907:
  - Boris Ananjew, rosyjski psycholog, pedagog (zm. 1972)
  - Juan Carreño, meksykański piłkarz (zm. 1940)
  - Zbigniew Dunajewski, polski rzeźbiarz (zm. 1966)
  - Tadeusz Gliwic, polski ekonomista, działacz społeczny, wolnomularz (zm. 1994)
  - Feliks Topolski, polski malarz, rysownik, korespondent wojenny (zm. 1989)
- 1909 – Stuff Smith, amerykański skrzypek jazzowy (zm. 1967)
- 1910:
  - Yvette Lebon, francuska aktorka (zm. 2014)
  - Pierre Schaeffer, francuski kompozytor (zm. 1995)
- 1911 – Andrzej Orwid-Eljaszewicz, polski podporucznik, członek ruchu oporu (zm. 1944)
- 1912:
  - Erwin Strittmatter, niemiecki pisarz (zm. 1994)
  - Carlos Armando Wilson, argentyński piłkarz (zm. 1996)
- 1913:
  - Mieczysław Hoffmann, polski chemik, polityk, minister przemysłu rolnego i spożywczego, poseł na Sejm PRL (zm. 1992)
  - Adam Rayski, polsko-francuski działacz komunistyczny, uczestnik ruchu oporu pochodzenia żydowskiego (zm. 2008)
- 1914:
  - Halina Bielińska, polska reżyserka filmowa, ilustratorka książek dla dzieci (zm. 1989)
  - Roman Łysko, ukraiński duchowny greckokatolicki, męczennik, błogosławiony (zm. 1949)
- 1916 – Ryszard Brudzyński, polski satyryk, scenarzysta (zm. 1999)
- 1917:
  - Zbigniew Marczyk, polski żołnierz AK, uczestnik powstania warszawskiego (zm. 1944)
  - Rob Walker, brytyjski pilot, kierowca wyścigowy (zm. 2002)
- 1918 – Kim Dong-jo, południowokoreański polityk (zm. 2004)
- 1919 – Elena Smiešková, słowacka językoznawczyni (zm. 2007)
- 1920:
  - Zbigniew Mazurkiewicz, polski inżynier budownictwa (zm. 1999)
  - Bronisław Schlabs, polski fotograf, malarz (zm. 2009)
- 1921:
  - Jan Białostocki, polski historyk sztuki (zm. 1988)
  - Aleksander Cesarski, polski generał (zm. 1975)
  - James Daly, amerykański duchowny katolicki, biskup Rockville Centre (zm. 2013)
  - Julia Hartwig, polska poetka, tłumaczka, eseistka (zm. 2017)
  - Giorgio Strehler, włoski aktor, reżyser teatralny (zm. 1997)
- 1922:
  - Zdzisław Studziński, polski wiceadmirał, dowódca Marynarki Wojennej (zm. 1976)
  - Lesław Wacławik, polski śpiewak operowy (tenor) (zm. 2008)
- 1923:
  - Alice Ghostley, amerykańska aktorka (zm. 2007)
  - Maria Łyczko, polska harcmistrzyni (zm. 2004)
- 1924:
  - Eduardo Fajardo, hiszpański aktor (zm. 2019)
  - Sverre Fehn, norweski architekt (zm. 2009)
  - Holger Juul Hansen, duński aktor (zm. 2013)
  - Georges Prêtre, francuski dyrygent (zm. 2017)
- 1925 – Roman Jasica, polski prawnik (zm. 1999)
- 1926:
  - Margot Benacerraf, wenezuelska reżyserka, scenarzystka i producentka filmowa (zm. 2024)
  - Agostino Cacciavillan, włoski duchowny katolicki, dyplomata watykański, wysoki urzędnik Kurii Rzymskiej, kardynał (zm. 2022)
  - Adam (Dubec), polski duchowny prawosławny, arcybiskup (zm. 2016)
  - René Goscinny, francuski pisarz, scenarzysta (zm. 1977)
  - Giorgio Ruffolo, włoski dziennikarz, publicysta, polityk, minister środowiska, eurodeputowany (zm. 2023)
- 1927:
  - Vigilio Mario Olmi, włoski duchowny katolicki, biskup pomocniczy Brescii (zm. 2019)
  - Sidney Patterson, australijski kolarz szosowy i torowy (zm. 1999)
- 1928:
  - Zbigniew Nadratowski, polski polityk, prezydent Wrocławia (zm. 2007)
  - Jan Nowak, polski działacz piłkarski (zm. 2018)
  - Jacques Rouffio, francuski reżyser i scenarzysta filmowy (zm. 2016)
  - Lina Wertmüller, włoska reżyserka i scenarzystka filmowa (zm. 2021)
- 1929:
  - Giacomo Capuzzi, włoski duchowny katolicki, biskup Lodi (zm. 2021)
  - Richard Carpenter, brytyjski scenarzysta filmowy (zm. 2012)
  - Wacław Dybowski, polski operator filmowy (zm. 1984)
  - Matthias Joseph Isuja, tanzański duchowny katolicki, biskup Dodomy (zm. 2016)
- 1930:
  - Ewa Frąckiewicz, polska aktorka (zm. 1998)
  - Paweł Komorowski, polski reżyser i scenarzysta filmowy (zm. 2011)
  - Joseph Powathil, indyjski duchowny katolicki, obrządku syromalabarskiego, biskup Kanjirappally (zm. 2023)
  - Earl Weaver, amerykański baseballista (zm. 2013)
- 1931:
  - Robert Brucato, amerykański duchowny katolicki, biskup pomocniczy Nowego Jorku (zm. 2018)
  - Jaime Ramírez Banda, chilijski piłkarz (zm. 2003)
  - Giovanni Zucchi, włoski wioślarz (zm. 2021)
- 1933:
  - Richard Ernst, szwajcarski chemik, laureat Nagrody Nobla (zm. 2021)
  - Marian Machura, polski organista, kompozytor (zm. 2016)
- 1934 – Trevor Bannister, brytyjski aktor (zm. 2011)
- 1935:
  - Werner Heine, niemiecki piłkarz (zm. 2022)
  - Ehrenfried Rudolph, niemiecki kolarz szosowy i torowy
  - Gary Tobian, amerykański skoczek do wody
  - Andrzej Wilkosz, polski brydżysta (zm. 2012)
- 1936:
  - Roberto Rodríguez, argentyński duchowny katolicki, biskup La Rioja (zm. 2021)
  - Elio Tinti, włoski duchowny katolicki, biskup Carpi (zm. 2024)
- 1938:
  - Wiktor Aristow, ukraiński piłkarz, trener (zm. 2023)
  - James Fargo, amerykański reżyser filmowy i telewizyjny
  - Maria Jurkowska, polska dziennikarka radiowa, propagatorka bluesa i jazzu (zm. 1991)
  - Bennie Muller, holenderski piłkarz pochodzenia żydowskiego (zm. 2024)
  - Beata Tyszkiewicz, polska aktorka
- 1939:
  - Ludwik Kaszowski, polski duchowny katolicki, paulin, geograf (zm. 2017)
  - Jerzy Klechta, polski dziennikarz, publicysta, pisarz (zm. 2023)
  - Andrzej Lachowicz, polski malarz, grafik, fotograf, autor filmów, teoretyk sztuki (zm. 2015)
  - Carlos Alberto Silva, brazylijski trener piłkarski (zm. 2017)
- 1940:
  - Mina Gampel, polsko-niemiecka malarka
  - Arthur Laffer, amerykański ekonomista, wykładowca akademicki
- 1941:
  - Mario Ceccobelli, włoski duchowny katolicki, biskup Gubbio
  - Lynne Cheney, amerykańska druga dama
  - David Crosby, amerykański wokalista, członek zespołów The Byrds i Crosby, Stills and Nash (zm. 2023)
  - Luan Starova, albański pisarz (zm. 2022)
  - Jerzy Wilim, polski piłkarz (zm. 2014)
- 1942:
  - Mirosław Drozdek, polski duchowny katolicki, kustosz Sanktuarium Matki Bożej Fatimskiej w Zakopanem (zm. 2007)
  - Jackie Oliver, brytyjski kierowca wyścigowy
  - Tomasz Turczynowicz, polski architekt, artysta plastyk (zm. 2012)
- 1943:
  - Jon McBride, amerykański pilot wojskowy, astronauta (zm. 2024)
  - Herman Van Springel, belgijski kolarz szosowy (zm. 2022)
  - Wolf Wondratschek, niemiecki pisarz
- 1944:
  - Robert Bagrie Angus, brytyjski entomolog, wykładowca akademicki
  - Bobby Duncum, Sr., amerykański wrestler
  - Józef Nowicki, polski ekonomista, polityk, samorządowiec, poseł na Sejm RP, prezydent Konina
- 1945:
  - Steve Martin, amerykański aktor komediowy, scenarzysta i producent filmowy, piosenkarz
  - Wim Wenders, niemiecki reżyser, scenarzysta i producent filmowy
- 1946:
  - Larry Graham, amerykański muzyk, wokalista, kompozytor, producent muzyczny, członek zespołu Sly and the Family Stone
  - Dave Harding, australijski piłkarz pochodzenia angielskiego
  - Cewi Nir, izraelski polityk
  - Elżbieta Ratajczak, polska nauczycielka, polityk, poseł na Sejm RP
  - Susan Saint James, amerykańska aktorka
  - David Schramm, amerykański aktor (zm. 2020)
  - Dominique Vlasto, francuska polityk
- 1947:
  - Waleryj Frałou, białoruski generał, polityk (zm. 2014)
  - Danielle Steel, amerykańska pisarka
  - Jirō Taniguchi, japoński twórca i ilustrator mang (zm. 2017)
- 1948:
  - Jerzy Bolesław Lewandowski, polski ekonomista, wykładowca akademicki
  - Abdul Kader Molla, bengalski polityk (zm. 2013)
- 1949:
  - Bob Backlund, amerykański wrestler
  - Jaroslav Erik Frič, czeski poeta, muzyk, wydawca i organizator festiwali kultury podziemnej (zm. 2019)
  - Władysław Kisieliczyn, polski poeta
  - Morten Olsen, duński piłkarz, trener
  - Aram Sarkisjan, ormiański polityk
- 1950:
  - Fedia Damianow, bułgarski kajakarz, kanadyjkarz
  - Vincenzo Guerini, włoski lekkoatleta, sprinter
  - Thomas Gullickson, amerykański duchowny katolicki, arcybiskup, nuncjusz apostolski
  - Paolo Mengoli, włoski piosenkarz
  - Louis Pergaud, kameruński bokser
  - Marian Wardzała, polski żużlowiec, trener
  - Jim Wynorski, amerykański reżyser, scenarzysta i producent filmowy
- 1951:
  - Jean-Christophe Cambadélis, francuski polityk
  - Kōji Kuramoto, japoński judoka
  - Halina Lercher, polska aktorka (zm. 2024)
  - Aleksander Maksymiak, polski aktor
  - Michał Maryniarczyk, polski reżyser filmów dokumentalnych (zm. 2006)
- 1952:
  - Joseph Atanga, kameruński duchowny katolicki, biskup Bafoussam, arcybiskup metropolita Bertoua
  - Edward Janiak, polski duchowny katolicki, biskup pomocniczy wrocławski, biskup kaliski (zm. 2021)
  - Debbie Meyer, amerykańska pływaczka
  - Andrzej Potyra, polski samorządowiec, starosta myśliborski
- 1953:
  - Nestor Cerpa Cartolini, peruwiański rewolucjonista (zm. 1997)
  - James Horner, amerykański kompozytor, twórca muzyki filmowej (zm. 2015)
  - Stanisław Rosiek, polski pisarz, historyk literatury
- 1954:
  - Christian Gross, szwajcarski piłkarz, trener
  - Ágnes Őze-Sipka, węgierska lekkoatletka, maratonka
  - Marek Surzyn, polski perkusista, członek zespołów Breakout i Krzak
- 1955:
  - Aleksandr Miedwiediew, rosyjski ekonomista, działacz hokejowy
  - Gerard Plunkett, irlandzki aktor
  - Ed Trevelyan, amerykański żeglarz sportowy
- 1956:
  - Marek Czachorowski, polski filozof, etyk, publicysta, felietonista
  - Jackée Harry, amerykańska aktorka
  - Yuba Raj Khatiwada, nepalski ekonomista
  - Jacek Rzehak, polski poeta, autor tekstów piosenek, producent i scenarzysta filmowy (zm. 2022
  - Robert Skolimowski, polski sztangista
  - Joan Lyn Slonczewski, amerykańska mikrobiolog, pisarka science fiction
- 1957:
  - José Coronado, hiszpański aktor
  - Peter Costello, australijski polityk
  - Rafał Delekta, polski dyrygent
  - Jerzy Leśniak, polski dziennikarz, reporter, pisarz (zm. 2017)
  - Tony Moran, amerykański aktor
  - Dani Rodrik, turecki ekonomista, wykładowca akademicki
  - Frits Schalij, holenderski łyżwiarz szybki
  - Alfred Wierzbicki, polski duchowny katolicki, teolog, etyk
- 1958:
  - Celso Antônio Marchiori, brazylijski duchowny katolicki, biskup Apucarany
  - Jurij Susłoparow, rosyjski piłkarz, trener pochodzenia ukraińskiego (zm. 2012)
- 1959:
  - Bill Hagerty, amerykański polityk, senator
  - Marcia Gay Harden, amerykańska aktorka
  - Magic Johnson, amerykański koszykarz
  - Ryszard Komornicki, polski piłkarz
  - Marek Matuszewski, polski przedsiębiorca, polityk, poseł na Sejm RP
  - Heather Oakes, brytyjska lekkoatletka, sprinterka
- 1960:
  - Marian Ambroziak, polski kontradmirał
  - Sarah Brightman, brytyjska wokalistka, aktorka
  - Carl Kemme, amerykański duchowny katolicki, biskup Wichity
  - Klaus-Dieter Kirchstein, niemiecki bokser
  - Igor Nikulin, rosyjski lekkoatleta, młociarz (zm. 2021)
- 1961:
  - Maciej Maleńczuk, polski bard, poeta, wokalista, członek zespołów Püdelsi i Homo Twist
  - Francisco Santos Calderón, kolumbijski dziennikarz, polityk
  - Werner Stocker, szwajcarski bobsleista
- 1962:
  - Horst Bulau, kanadyjski skoczek narciarski
  - Ikililou Dhoinine, komoryjski polityk, prezydent Komorów
  - Krzysztof Gadowski, polski polityk, poseł na Sejm RP
  - Anna Majcher, polska aktorka
  - Paweł Rurak-Sokal, polski muzyk, kompozytor, założyciel zespołu Blue Café
- 1963:
  - Christophe Arleston, francuski scenarzysta komiksowy, wydawca
  - Emmanuelle Béart, francuska aktorka
  - Célestin Hakizimana, rwandyjski duchowny katolicki, biskup Gikongoro
  - Karen Karapetian, ormiański polityk, premier Armenii
  - Gry Østvik, norweska biathlonistka
  - Albert Sarkisjan, ormiański piłkarz, trener
  - Wiesław Wraga, polski piłkarz
- 1964:
  - Jerzy (Daniłow), rosyjski biskup prawosławny
  - Rafael Herrero, hiszpański narciarz dowolny
  - Piotr Karczewski, polski polityk, wojewoda pomorski
  - Geoff Parsons, brytyjski lekkoatleta, skoczek wzwyż
  - Marek Piotrowski, polski kickboxer, bokser
  - Syed Hussain Shah, pakistański bokser
- 1965:
  - Monika Borys, polska tancerka, piosenkarka, aktorka, fotomodelka
  - Marcelino García Toral, hiszpański piłkarz, trener
  - Boris Kollár, słowacki przedsiębiorca, polityk, przewodniczący Rady Narodowej
  - Terry Richardson, amerykański fotograf
  - Solex, holenderska kompozytorka i wykonawczyni muzyki elektronicznej
- 1966:
  - Halle Berry, amerykańska aktorka
  - Henri-Marie Dondra, polityk środkowoafrykański, premier Republiki Środkowoafrykańskiej
  - David Hallyday, francuski piosenkarz, kompozytor, autor tekstów
  - DJ Kayslay, amerykański didżej (zm. 2022)
  - Karl Petter Løken, norweski piłkarz
  - Freddy Rincón, kolumbijski piłkarz (zm. 2022)
  - Paolo Tofoli, włoski siatkarz, trener
- 1967:
  - Dariusz Adamowski, polski poeta, tłumacz
  - Jelena Gulajewa, rosyjska lekkoatletka, skoczkini wzwyż
  - Samson Siasia, nigeryjski piłkarz, trener
  - Kathrin Weßel, niemiecka lekkoatletka, biegaczka długodystansowa
- 1968:
  - Catherine Bell, amerykańska aktorka
  - Péter Farkas, węgierski zapaśnik
  - Ana Moser, brazylijska siatkarka
- 1969:
  - Nadeżda Aleksiewa, bułgarska biathlonistka
  - Tracy Caldwell Dyson, amerykańska chemik, astronautka
  - Andy Hargreaves, brytyjski perkusista, kompozytor, członek zespołu I Am Kloot
  - Keitarō Hoshino, japoński bokser (zm. 2021)
  - Preston Lacy, amerykański aktor, scenarzysta i producent filmowy
  - Alejandra Procuna, meksykańska aktorka
- 1970:
  - Carlos Germano, brazylijski piłkarz, bramkarz
  - Henrik Gustafsson, szwedzki żużlowiec
  - Eligiusz Komarowski, polski samorządowiec, starosta pilski
  - Jákup Mikkelsen, farerski piłkarz, bramkarz
- 1971:
  - Raoul Bova, włoski aktor, producent, scenarzysta, model
  - Scott Michael Campbell, amerykański aktor
  - Benito Carbone, włoski piłkarz
  - Luis Fuentes, chilijski piłkarz
  - Elżbieta Jarosz, polska lekkoatletka, biegaczka długodystansowa
  - Jeff Loomis, amerykański gitarzysta, kompozytor, członek zespołów: Sanctuary, Nevermore, Conquering Dystopia i Arch Enemy
  - Andrea Peron, włoski kolarz szosowy
- 1972:
  - Yamilé Aldama, kubańsko-sudańsko-brytyjska lekkoatletka, trójskoczkini
  - Aneta Arak, polska judoczka
  - Giuseppe Mazzarelli, szwajcarski piłkarz
  - Ed O’Bannon, amerykański koszykarz
  - Cristian Zorzi, włoski biegacz narciarski
- 1973:
  - Mariano Hood, argentyński tenisista
  - Małgorzata Kościelniak, polska dziennikarka, piosenkarka
  - Jay-Jay Okocha, nigeryjski piłkarz
  - Kieren Perkins, australijski pływak
  - Boris Tortunow, rosyjski hokeista, bramkarz
  - Vladimir Vujasinović, serbski piłkarz wodny, trener
- 1974:
  - Chucky Atkins, amerykański koszykarz
  - Ołeh Bachmatiuk, ukraiński przedsiębiorca, polityk
  - Andrij Bondar, ukraiński prozaik, poeta, literaturoznawca, tłumacz
  - Martin Bulloch, brytyjski perkusista, członek zespołu Mogwai
  - Rafael García, meksykański piłkarz
  - Christopher Gorham, amerykański aktor
  - Marija Konowałowa, rosyjska lekkoatletka, biegaczka długodystansowa
  - Christopher Koskei, kenijski lekkoatleta, długodystansowiec
  - Fredrik Larsson, szwedzki gitarzysta, członek zespołu Hammerfall
  - Ana Matronic, amerykańska wokalistka, członkini zespołu Scissor Sisters
  - Frederik Peeters, szwajcarski autor komiksów
  - Tomer Sisley, francuski satyryk, aktor pochodzenia żydowskiego
  - Izyda Srzednicka-Sulowska, polska rzeźbiarka, karykaturzystka, poetka
  - Marieke Westerhof, holenderska wioślarka
- 1975:
  - Nikifor (Chotiejew), rosyjski biskup prawosławny
  - Damir Grlić, chorwacki piłkarz, trener
  - Filaret (Gusiew), rosyjski biskup prawosławny
  - Seo Dong-won, południowokoreański piłkarz
  - Jan Sobczak, polski prawnik, dyplomata
  - Dariusz Wójcik, polski rysownik satyryczny, designer, fotograf
- 1976:
  - Steve Braun, kanadyjski aktor
  - Fabrizio Donato, włoski lekkoatleta, trójskoczek
  - Barbara Łazarczyk, polska lekkoatletka, płotkarka
  - Aretha Thurmond, amerykańska lekkoatletka, dyskobolka
- 1977:
  - Lauren Baylon, peruwiańska siatkarka
  - Jelena Jeżowa, rosyjska siatkarka
  - Pål Mathiesen, norweski muzyk, kompozytor, wokalista, autor tekstów, członek zespołów Susperia i Chrome Division
  - Tonya Verbeek, kanadyjska zapaśniczka
- 1978:
  - Zoltán Böőr, węgierski piłkarz
  - Marcel Fischer, szwajcarski szpadzista
  - Ivan Ilić, amerykański pianista pochodzenia serbskiego
  - Babak Nurzad, irański zapaśnik
- 1979:
  - Séverine Beltrame, francuska tenisistka
  - Jérémie Bréchet, francuski piłkarz
  - Freddy, angolski piłkarz
  - Magdalena Kumorek, polska aktorka
  - Dienis Lebiediew, rosyjski bokser
  - Michal Masný, słowacki siatkarz
  - Sayaka Murata, japońska pisarka
  - Michal Rak, czeski siatkarz
  - Goran Sablić, chorwacki piłkarz
- 1980:
  - Nick Evans, nowozelandzki rugbysta
  - Estrella Morente, hiszpańska śpiewaczka flamenco
- 1981:
  - Laura Abalo, argentyńska wioślarka
  - Earl Barron, amerykański koszykarz
  - Aneta Jadowska, polska pisarka fantasy
  - Anna Świderek, polska siatkarka
  - Jessenia Uceda, peruwiańska siatkarka
- 1982:
  - Klemen Bečan, słoweński wspinacz sportowy
  - Michał Olszański, polski didżej, producent muzyczny
  - Michał Starbała, polski bokser
  - Dominique Wacalie, nowokalededoński piłkarz
  - Adrian Woźniczka, polski piłkarz
- 1983:
  - Elena Baltacha, brytyjska tenisistka pochodzenia ukraińskiego (zm. 2014)
  - Mila Kunis, amerykańska aktorka pochodzenia ukraińskiego
  - Lu Yen-hsun, tajwański tenisista
  - Heiko Westermann, niemiecki piłkarz
- 1984:
  - Eva Birnerová, czeska tenisistka
  - Giorgio Chiellini, włoski piłkarz
  - Vytautas Lukša, litewski piłkarz
  - Nicola Slater, brytyjska tenisistka
  - Robin Söderling, szwedzki tenisista
  - Vazhipali Suresh Surekha, indyjska lekkoatletka, tyczkarka
- 1985:
  - Ashlynn Brooke, amerykańska aktorka pornograficzna
  - Monika Chróścielewska, polska judoczka
  - Rafał Dutka, polski hokeista
  - Mauricio Saucedo, boliwijski piłkarz
  - Shea Weber, kanadyjski hokeista
  - Alesia Zajcawa, białoruska badmintonistka
- 1986:
  - Rafał Bochenek, polski konferansjer, prezenter, samorządowiec, polityk, rzecznik prasowy Rady Ministrów, poseł na Sejm RP
  - Nicholas Ffrost, australijski pływak
  - Rainford Kalaba, zambijski piłkarz
  - Karolina Kalska, polska piłkarka ręczna
  - Daniel King, brytyjski żużlowiec
  - Selwyn Sese Ala, vanuacki piłkarz (zm. 2015)
  - Gabriella Szabó, węgierska kajakarka
- 1987:
  - Johnny Gargano, amerykański wrestler pochodzenia włoskiego
  - Jacopo Guarnieri, włoski kolarz szosowy
- 1988:
  - Ljubomir Fejsa, serbski piłkarz
  - Roniel Iglesias, kubański bokser
  - Natalia Pacierpnik, polska kajakarka górska
  - Sha Li, chińska lekkoatletka, trójskoczkini
  - Anna Smith, brytyjska tenisistka
- 1989:
  - Fallou Diagné, senegalski piłkarz
  - Bram Van den Dries, belgijski siatkarz
  - Ander Herrera, hiszpański piłkarz
  - Thorsten Margis, niemiecki bobsleista
- 1990:
  - Naz Aydemir Akyol, turecka siatkarka
  - Maria Gościniak, polska szachistka
  - Roman Majkin, rosyjski kolarz szosowy
  - Marcus Nyman, szwedzki judoka
  - Wouter Wippert, holenderski kolarz szosowy
- 1991:
  - Hope Akpan, nigeryjski piłkarz
  - Richard Freitag, niemiecki skoczek narciarski
  - Reggie Hearn, amerykański koszykarz
  - Nicha Lertpitaksinchai, tajska tenisistka
  - Alina Rajkowa, kazachska biathlonistka
- 1992:
  - Jacob Blyth, angielski piłkarz
  - John Klingberg, szwedzki hokeista
  - Nzingha Prescod, amerykańska florecistka
  - Maksymilian Szuleka, polski siatkarz
- 1993:
  - Kinaua Biribo, kiribatyjska judoczka
  - Łukasz Bonarek, polski koszykarz
  - Ana Monteiro, portugalska pływaczka
  - Maja Savić, serbska siatkarka
  - Jakub Urbanowicz, polski siatkarz
- 1994:
  - Erin Fairs, amerykańska siatkarka
  - Alex Ferreira, amerykański narciarz dowolny pochodzenia portugalskiego
  - Ivan Miladinović, serbski piłkarz
  - Elvira T, rosyjska piosenkarka, kompozytorka
- 1995:
  - Léolia Jeanjean, francuska tenisistka
  - Montaigne, australijska piosenkarka, pianistka, gitarzystka
  - Pawieł Pankow, rosyjski siatkarz
  - Monika Simančíková, słowacka łyżwiarka figurowa
- 1996:
  - Maxi Gómez, urugwajski piłkarz
  - Samuel Grandsir, francuski piłkarz pochodzenia senegalskiego
  - Brianna Hildebrand, amerykańska aktorka
  - Joelinton, brazylijski piłkarz
  - Yante Maten, amerykański koszykarz
  - Neal Maupay, francuski piłkarz
  - Roland Schwarz, niemiecki zapaśnik
- 1997:
  - Mfiondu Kabengele, kanadyjski koszykarz pochodzenia kongijskiego
  - Greet Minnen, belgijska tenisistka
- 1998:
  - Martin Adamec, słowacki piłkarz
  - Loris Cresson, belgijski motocyklista wyścigowy
  - Jalen Harris, amerykański koszykarz
  - Norbert Huber, polski siatkarz
  - Marius Ștefănescu, rumuński piłkarz
- 1999:
  - Bartosz Czyż, polski skoczek narciarski
  - Fran García, hiszpański piłkarz
  - Giulia Medici, włoska wspinaczka sportowa
- 2000:
  - Ismaël Boura, francuski piłkarz pochodzenia komoryjskiego
  - Vojtěch Řepa, czeski kolarz szosowy
- 2001:
  - Lidija Jakowlewa, rosyjska skoczkini narciarska
  - Giulio Magalini, włoski siatkarz
  - Leonel Prieto, meksykański piłkarz
  - Piero Quispe, peruwiański piłkarz
- 2002:
  - Kenneth Lofton, amerykański koszykarz
  - Santiago Muñoz, meksykański piłkarz
- 2003 – Kornelia Lesiewicz, polska lekkoatletka, sprinterka
- 2004:
  - Marsai Martin, amerykańska aktorka
  - Niina Petrõkina, estońska łyżwiarka figurowa
- 2007 – Franco Mastantuono, argentyński piłkarz

## Zmarli
- 582 – Tyberiusz II Konstantyn, cesarz bizantyński (ur. 520)
- 902 – Badr al-Mu’tadidi, komandor porucznik kalifatu Abbasydów (ur. ?)
- 1040 – Duncan I, król Szkocji (ur. 1001)
- 1167 – Rainald z Dassel, niemiecki duchowny katolicki, arcybiskup Kolonii (ur. ok. 1120)
- 1204 – Yoriie Minamoto, japoński siogun (ur. 1182)
- 1317 – Arnaud Nouvel, francuski kardynał (ur. ?)
- 1318 – Giacomo Colonna, włoski kardynał (ur. ok. 1250)
- 1319 – Waldemar Wielki, margrabia brandenburski (ur. ok. 1280)
- 1320 – Arnaud d’Aux, francuski duchowny katolicki, biskup Poitiers, kardynał (ur. ?)
- 1368 – Barnim III Wielki, książę pomorski (ur. ok. 1300)
- 1394 – Sante z Montefabbri, włoski franciszkanin, błogosławiony (ur. 1343)
- 1430 – Filip I, książę Brabancji (ur. 1404)
- 1433 – Jan I Dobry, król Portugalii (ur. 1357)
- 1448 – Wincenty Kot, polski duchowny katolicki, arcybiskup gnieźnieński i prymas Polski (ur. 1395)
- 1458 – Domenico Capranica, włoski kardynał, teolog (ur. 1400)
- 1464 – (lub 15 sierpnia) Pius II, papież (ur. 1405)
- 1471 – Konrad IX Czarny, książę oleśnicki (ur. 1415–1420)
- 1486 – Marco Barbarigo, doża Wenecji (ur. 1413)
- 1501 – Ludwik II de Burbon-Montpensier, hrabia Montpensier, delfin Owernii (ur. 1483)
- 1575 – Diego Hurtado de Mendoza y Pacheco, hiszpański prozaik, poeta, historyk, dyplomata, polityk (ur. 1503)
- 1587 – Wilhelm I Gonzaga, książę Mantui i Montferratu (ur. 1538)
- 1588 – Johann Jakob Wick, niemiecki duchowny protestancki (ur. 1522)
- 1591 – Balthasar Pückler, niemiecki posiadacz ziemski (ur. ?)
- 1610 – Stanisław Diabeł Stadnicki, polski szlachcic, starosta zygwulski (ur. ok. 1551)
- 1613 – (data pogrzebu) Andreas Riehl młodszy, niemiecki malarz (ur. ok. 1551)
- 1618 – Giulio Mancinelli, włoski jezuita, misjonarz (ur. 1537)
- 1622 – Henri de Gondi, francuski duchowny katolicki, biskup Paryża, kardynał (ur. 1572)
- 1630 – Adam Trebnic, polski cysters, opat w Oliwie (ur. 1570)
- 1632 – August Wittelsbach, hrabia palatyn i książę Palatynatu-Sulzbach (ur. 1582)
- 1633:
  - Dominik Ibáñez de Erquicia, baskijski dominikanin, misjonarz, męczennik, święty (ur. 1589)
  - Franciszek Shōemon, japoński dominikanin, męczennik, święty (ur. ?)
- 1655 – Fryderyk Adersbach, niemiecki podpułkownik w służbie polskiej (ur. 1587)
- 1657 – Juan de Lascaris-Castellar, wielki mistrz zakonu joannitów (ur. 1560)
- 1665 – Karol III Gonzaga, książę Mantui (ur. 1629)
- 1676 – Nicolò Sagredo, doża Wenecji (ur. 1606)
- 1699 – Wacław Szczuka, polski szlachcic, polityk (ur. ok. 1630)
- 1702 – Ludwik Tomasz Sabaudzki, hrabia, wojskowy, kandydat do tronu polskiego (ur. 1657)
- 1727 – William Croft, brytyjski kompozytor, organista (ur. 1678)
- 1734:
  - Alessandro Aldobrandini, włoski kardynał, nuncjusz apostolski (ur. 1667)
  - August Christoph von Wackerbarth, saski wojskowy, dyplomata (ur. 1662)
- 1754 – Maria Anna Habsburg, arcyksiężniczka austriacka, królowa portugalska (ur. 1683)
- 1776 – Charles Cathcart, brytyjski arystokrata, wojskowy, dyplomata (ur. 1721)
- 1777 – Otto Magnus von Schwerin, pruski generał (ur. 1701)
- 1789 – Maciej Lanckoroński, polski hrabia, wojskowy, polityk (ur. 1723)
- 1793 – František Berchtold, słowacki duchowny katolicki, pierwszy biskup ordynariusz bańskobystrzycki (ur. 1730)
- 1797 – William Hodges, brytyjski malarz, grafik (ur. 1744)
- 1811 – Pierre Durand de Maillane, francuski prawnik (ur. 1729)
- 1819 – Erik Acharius, szwedzki botanik (ur. 1757)
- 1830 – Philip Stuart, amerykański wojskowy, polityk (ur. 1760)
- 1841 – Johann Friedrich Herbart, niemiecki filozof, psycholog, pedagog, wykładowca akademicki (ur. 1776)
- 1849 – Gabriel Peignot, francuski bibliotekoznawca, bibliofil (ur. 1767)
- 1852 – Margaret Taylor, amerykańska pierwsza dama (ur. 1788)
- 1858 – Iesada Tokugawa, japoński siogun (ur. 1824)
- 1859 – Elżbieta Renzi, włoska zakonnica, błogosławiona (ur. 1786)
- 1860 – André Marie Constant Duméril, francuski zoolog (ur. 1774)
- 1864 – Henry W. Ellsworth, amerykański poeta (ur. 1814)
- 1865 – Fitz Hugh Lane, amerykański malarz, ilustrator (ur. 1804)
- 1866 – Karol Kuzmány, słowacki pastor, teolog, estetyk, działacz narodowy, poeta, publicysta, tłumacz (ur. 1806)
- 1870 – David Farragut, amerykański admirał (ur. 1801)
- 1873 – Jonas Wendell, amerykański kaznodzieja adwentystyczny (ur. 1815)
- 1876 – Helena Lubomirska, polska księżna, malarka (ur. 1783)
- 1881 – Ignacy Iwicki, polski pedagog, tłumacz (ur. 1825)
- 1883 – James Cockburn, kanadyjski polityk (ur. 1819)
- 1886 – Edmond Laguerre, francuski matematyk, wykładowca akademicki (ur. 1834)
- 1887 – Zygmunt Węclewski, polski filolog klasyczny, tłumacz (ur. 1824)
- 1888 – Tadeusz Stecki, polski historyk, etnograf, pisarz, uczestnik powstania styczniowego (ur. 1838)
- 1890 – Michael J. McGivney, amerykański duchowny katolicki, Sługa Boży (ur. 1852)
- 1891:
  - John Rankin Gamble, amerykański polityk (ur. 1848)
  - Teofil Kwiatkowski, polski malarz (ur. 1809)
  - Sarah Polk, amerykańska pierwsza dama (ur. 1803)
- 1893 – Matthäus Joseph Binder, austriacki duchowny katolicki, biskup St. Pölten (ur. 1822)
- 1902 – Friedrich Barchewitz, niemiecki architekt (ur. 1836)
- 1905:
  - Gertrude Bloede, amerykańska poetka (ur. 1845)
  - Simeon Solomon, brytyjski malarz pochodzenia żydowskiego (ur. 1840)
- 1906 – Léon Allart, belgijski przedsiębiorca, dyplomata (ur. 1837)
- 1907 – Jan Henryk XI Hochberg, niemiecki arystokrata, przemysłowiec, polityk, generał kawalerii (ur. 1833)
- 1908 – Friedrich Paulsen, niemiecki filozof, wykładowca akademicki (ur. 1846)
- 1909 – William Stanley, brytyjski wynalazca (ur. 1829)
- 1911 – Antoni Krasnowolski, polski językoznawca, polonista, filolog klasyczny, tłumacz, pedagog (ur. 1855)
- 1912 – Elżbieta Saksońska, księżniczka Saksonii, markiza Rapallo, księżna Genui (ur. 1830)
- 1918 – Maria Uhden, niemiecka malarka (ur. 1892)
- 1920:
  - Jan Czapla, polski major piechoty (ur. 1893)
  - Wacław Drojowski, polski major piechoty (ur. 1886)
  - Stanisław Matarewicz, polski porucznik piechoty (ur. 1891)
  - Jerzy Pieszkański, polski podporucznik (ur. 1900)
  - Ignacy Skorupka, polski duchowny katolicki, kapelan WP (ur. 1893)
  - Zdzisław Straszewicz, polski podporucznik (ur. 1897)
  - Wacław Vorbrodt-Brotowski, polski podporucznik piechoty (ur. 1893)
  - Kazimierz Zakrzewski, polski rotmistrz (ur. ?)
- 1921 – Georg von Schönerer, austriacki ziemianin, polityk (ur. 1842)
- 1922:
  - Rebecca J. Cole, amerykańska lekarka, reformatorka społeczna (ur. 1846)
  - Alfred Harmsworth, brytyjski dziennikarz, wydawca (ur. 1865)
- 1923 – Tadeusz Niementowski, polski ziemianin, notariusz, polityk (ur. 1858)
- 1927:
  - Karl Gissler, niemiecki duchowny katolicki, generał zakonu pallotynów (ur. 1858)
  - Lew Sternberg, rosyjski etnograf pochodzenia żydowskiego (ur. 1861)
- 1928 – Alfred Henschke, niemiecki dramaturg, poeta (ur. 1890)
- 1931 – Damian, grecki biskup prawosławny, patriarcha Jerozolimy (ur. 1848)
- 1932 – Christian Georg Schmorl, niemiecki patolog (ur. 1861)
- 1933 – Hiroyuki Kawai, japoński dyplomata (ur. 1883)
- 1934 – Piotr Czardynin, rosyjski aktor, reżyser i scenarzysta filmowy (ur. 1873)
- 1935:
  - William Bridgeman, brytyjski polityk (ur. 1864)
  - Wilhelm Meyer-Schwartau, niemiecki architekt (ur. 1854)
- 1936:
  - Nicolae Berechet, rumuński bokser (ur. 1915)
  - Rainey Bethea, amerykański przestępca (ur. 1909)
  - Feliks Yuste Cava, hiszpański duchowny katolicki, męczennik, błogosławiony (ur. 1887)
- 1937:
  - Leopold Awierbach, rosyjski krytyk literacki pochodzenia żydowskiego (ur. 1903)
  - Ian Macpherson, brytyjski prawnik, polityk (ur. 1880)
- 1938 – Jakob Erckrath de Bary, niemiecki szablista (ur. 1864)
- 1939 – Isaak Brodski, rosyjski malarz pochodzenia żydowskiego (ur. 1884)
- 1940 – Edmund Grünhauser, austriacki kupiec, fotograf, drukarz, litograf (ur. 1862)
- 1941:
  - Wiesław Choms, polski porucznik pilot (ur. 1913)
  - Stanisław Głąbiński, polski prawnik, polityk, publicysta (ur. 1862)
  - Maksymilian Maria Kolbe, polski franciszkanin, założyciel klasztoru w Niepokalanowie, męczennik, święty (ur. 1894)
  - Jan Kremski, polski porucznik pilot (ur. 1914)
  - Paul Sabatier, francuski chemik, laureat Nagrody Nobla (ur. 1854)
- 1942:
  - Otto Kalischer, niemiecki anatom, fizjolog, neurolog (ur. 1869)
  - Aleksiej Troicki, rosyjski problemista i teoretyk szachów (ur. 1866)
- 1943 – Wasilij Archipow, radziecki polityk (ur. 1908)
- 1944 – Polegli w powstaniu warszawskim:
  - Jerzy Jagiełło, polski harcmistrz, porucznik, żołnierz AK (ur. 1923)
  - Halina Piasecka, polska łączniczka (ur. 1914)
  - Piotr Słowikowski, polski inżynier, żołnierz AK, kapitan (ur. 1907)
  - Antoni Wysocki, polski prozaik, dramaturg (ur. 1872)
  - Barbara Zmysłowska, polska sanitariuszka (ur. 1927)
- 1944 – Julius Engelhardt, niemiecki działacz Świadków Jehowy, ofiarą nazizmu (ur. 1899)
- 1949 – Husni az-Za’im, syryjski wojskowy, polityk, prezydent Syrii (ur. 1897)
- 1951 – William Randolph Hearst, amerykański magnat prasowy (ur. 1863)
- 1955:
  - Christian Dick, norweski żeglarz sportowy (ur. 1883)
  - Herbert Putnam, amerykański bibliotekarz (ur. 1861)
- 1956:
  - Bertolt Brecht, niemiecki prozaik, dramaturg (ur. 1898)
  - Konstantin von Neurath, niemiecki polityk, dyplomata, minister spraw zagranicznych III Rzeszy, protektor Czech i Moraw (ur. 1873)
- 1957 – Brunon Franowski, polski malarz, grafik (ur. 1894)
- 1958:
  - Eduard Budźka, białoruski poeta, publicysta, działacz oświatowy (ur. 1882)
  - Frédéric Joliot-Curie, francuski fizyk, laureat Nagrody Nobla (ur. 1900)
- 1960 – Piotr Sobiennikow, radziecki generał porucznik (ur. 1894)
- 1961:
  - Thomas Aass, norweski żeglarz sportowy (ur. 1887)
  - Henri Breuil, francuski duchowny katolicki, archeolog, antropolog, geolog, wykładowca akademicki (ur. 1877)
  - Guido Alberto Fano, włoski kompozytor, dyrygent, pedagog (ur. 1875)
  - Clark Ashton Smith, amerykański pisarz (ur. 1893)
- 1963:
  - Sally Deaver, amerykańska narciarka alpejska (ur. 1933)
  - Jan Stachniuk, polski filozof, publicysta (ur. 1905)
- 1964:
  - Johnny Burnette, amerykański piosenkarz (ur. 1934)
  - Albino Carraro, włoski trener piłkarski (ur. 1899)
- 1967:
  - Bob Anderson, brytyjski kierowca wyścigowy (ur. 1931)
  - James Traill, australijski pilot wojskowy, as myśliwski (ur. 1896)
- 1968 – Karol Pękala, polski duchowny katolicki, biskup pomocniczy tarnowski (ur. 1902)
- 1971:
  - King Curtis, amerykański saksofonista jazzowy (ur. 1934)
  - Josef Schintlmeister, austriacko-niemiecki fizyk, alpinista (ur. 1908)
- 1972:
  - Oscar Levant, amerykański aktor, pianista, kompozytor (ur. 1906)
  - Adam Niedoba, polski nauczyciel, działacz społeczny i kulturalny (ur. 1906)
  - Jules Romains, francuski pisarz (ur. 1885)
- 1975:
  - Eberhard Buchwald, niemiecki fizyk-teoretyk (ur. 1886)
  - Konstanty Dąbrowski, polski ekonomista, polityk, minister skarbu, finansów i handlu zagranicznego (ur. 1906)
  - Raymond Kegeris, amerykański pływak (ur. 1901)
- 1976 – Ralph Julian Rivers, amerykański polityk (ur. 1903)
- 1977:
  - Henryk Duczmal, polski dyrygent (ur. 1908)
  - Jan Wasilkowski, polski prawnik, polityk (ur. 1898)
- 1978 – Joe Venuti, włosko-amerykański muzyk i pionierski skrzypek jazzowy (ur. 1903)
- 1980:
  - Dorothy Stratten, kanadyjska aktorka, modelka (ur. 1960)
  - Marion Zinderstein Jessup, amerykańska tenisistka (ur. 1896)
- 1981:
  - Karl Böhm, austriacki dyrygent (ur. 1894)
  - Henryk Meisel, polski mikrobiolog pochodzenia żydowskiego (ur. 1894)
- 1983:
  - Alceu Amoroso Lima, brazylijski pisarz (ur. 1893)
  - Alfred Rust, niemiecki archeolog (ur. 1900)
- 1984:
  - Rajna Kacarowa-Kukudowa, bułgarska etnomuzykolog (ur. 1901)
  - Loda Niemirzanka, polska aktorka (ur. 1909)
  - John Boynton Priestley, brytyjski prozaik, eseista, krytyk literacki (ur. 1894)
- 1985 – Józef Chlebowczyk, polski historyk (ur. 1924)
- 1986 – France Vodnik, słoweński poeta, eseista, tłumacz, krytyk literacki (ur. 1903)
- 1988:
  - Roy Buchanan, amerykański gitarzysta bluesowy (ur. 1939)
  - Enzo Ferrari, włoski kierowca wyścigowy, konstruktor i producent samochodów (ur. 1898)
- 1989:
  - Alfons Karny, polski rzeźbiarz (ur. 1901)
  - Ricky Berry, amerykański koszykarz (ur. 1964)
- 1991 – György Deák-Bárdos, węgierski kompozytor, chórmistrz (ur. 1905)
- 1993 – Oskar Tauschinski, austriacki prozaik, poeta (ur. 1914)
- 1994:
  - Elias Canetti, austriacki prozaik, poeta, dramaturg, tłumacz, eseista, socjolog pochodzenia żydowskiego, laureat Nagrody Nobla (ur. 1905)
  - Stanisław Gucwa, polski polityk, działacz ruchu ludowego, wiceprzewodniczący Rady Państwa, marszałek Sejmu PRL (ur. 1919)
  - Zygmunt Pacuszka, polski bokser, trener (ur. 1954)
- 1995:
  - Jadwiga Kucharska, polski etnograf, etnolog (ur. 1922)
  - Zdeněk Špinar, czeski paleontolog (ur. 1916)
  - Stanisław Zieliński, polski pisarz (ur. 1917)
- 1996:
  - Sergiu Celibidache, rumuński kompozytor, dyrygent, pedagog (ur. 1912)
  - Károly Honfi, węgierski szachista (ur. 1930)
- 1997:
  - Zofia Maria Sapieha-Kodeńska, polska szlachcianka (ur. 1919)
  - Guido Vincenzi, włoski piłkarz, trener (ur. 1932)
- 1999:
  - Lane Kirkland, amerykański związkowiec (zm. 1922)
  - Pee Wee Reese, amerykański baseballista (ur. 1918)
  - Muchamedgali Sużikow, kazachski i radziecki polityk (ur. 1910)
- 2002:
  - Peter R. Hunt, brytyjski reżyser filmowy (ur. 1925)
  - Larry Rivers, amerykański malarz, rzeźbiarz, saksofonista jazzowy (ur. 1923)
  - Dave Williams, amerykański wokalista (ur. 1972)
- 2003 – Helmut Rahn, niemiecki piłkarz (ur. 1929)
- 2004:
  - Neal Fredericks, amerykański operator filmowy (ur. 1969)
  - Czesław Miłosz, polski prawnik, dyplomata, poeta, prozaik, eseista, historyk literatury, laureat Nagrody Nobla (ur. 1911)
- 2005 – Kazimierz Michalik, polski geodeta, kartograf (ur. 1926)
- 2006 – Bruno Kirby, amerykański aktor (ur. 1949)
- 2007:
  - Eduardo Noriega, meksykański aktor (ur. 1916)
  - Łukasz Kurowski, polski podporucznik (ur. 1979)
- 2008 – Seiji Aochi, japoński skoczek narciarski (ur. 1942)
- 2009:
  - Jerzy Krasuski, polski historyk (ur. 1930)
  - Jan Stypułkowski, polski piłkarz, trener (ur. 1954)
- 2010 – Abbey Lincoln, amerykańska wokalistka jazzowa, kompozytorka, aktorka (ur. 1930)
- 2011:
  - Shammi Kapoor, indyjski aktor (ur. 1931)
  - Janusz Obodowski, polski ekonomista, polityk, wicepremier (ur. 1930)
  - Paul Reeves, nowozelandzki duchowny anglikański, arcybiskup, prymas, dyplomata, polityk (ur. 1932)
- 2012:
  - Zbigniew Bator, polski aktor (ur. 1944)
  - Sidonia Błasińska, polska aktorka (ur. 1932)
  - Svetozar Gligorić, serbski szachista (ur. 1923)
  - Ron Palillo, amerykański aktor (ur. 1949)
- 2013:
  - Lisa Robin Kelly, amerykańska aktorka (ur. 1970)
  - Allen Lanier, amerykański gitarzysta, kompozytor, członek zespołu Blue Öyster Cult (ur. 1946)
  - Luciano Martino, włoski aktor, reżyser i producent filmowy (ur. 1933)
  - Elżbieta Piwek, polska aktorka (ur. 1954)
  - Paddy Power, irlandzki polityk (ur. 1928)
- 2014:
  - Jay Adams, amerykański skater (ur. 1961)
  - Mariana Briski, argentyńska aktorka (ur. 1965)
  - Géza Gulyás, węgierski piłkarz, bramkarz (ur. 1931)
  - Javier Guzmán, meksykański piłkarz (ur. 1945)
  - Rick Parashar, amerykański producent muzyczny (ur. 1963)
- 2015:
  - Robert Jarocki, polski pisarz, dziennikarz (ur. 1932)
  - Rogelio Livieres Plano, argentyński duchowny katolicki, biskup Ciudad del Este (ur. 1945)
  - Włodzimierz Łoziński, polski dziennikarz (ur. 1932)
  - Karen Stives, amerykańska jeźdźczyni sportowa (ur. 1950)
- 2016:
  - Fyvush Finkel, amerykański aktor (ur. 1922)
  - Piotr Jania, polski polityk, związkowiec, samorządowiec, wojewoda zachodniopomorski (ur. 1952)
  - Hermann Kant, niemiecki pisarz (ur. 1926)
- 2017:
  - Andrzej Blumenfeld, polski aktor (ur. 1951)
  - Stephen Wooldridge, australijski kolarz szosowy i torowy (ur. 1977)
- 2018:
  - Charles Grahmann, amerykański duchowny katolicki, biskup Dallas (ur. 1931)
  - Jill Janus, amerykańska wokalistka, członkini zespołu Huntress (ur. 1975)
  - Tomasz Jędrzejak, polski żużlowiec (ur. 1979)
  - Mario Trebbi, włoski piłkarz (ur. 1939)
  - Eduard Uspienski, rosyjski autor książek dla dzieci (ur. 1937)
  - Brunon Zwarra, polski pisarz (ur. 1919)
- 2019 – Gjergj Xhuvani, albański reżyser i scenarzysta filmowy (ur. 1963)
- 2020:
  - Julian Bream, brytyjski gitarzysta klasyczny, lutnista (ur. 1933)
  - Ewa Demarczyk, polska piosenkarka (ur. 1941)
  - Tom Forsyth, szkocki piłkarz (ur. 1949)
  - Ernst Jean-Joseph, haitański piłkarz (ur. 1948)
  - Pete Way, brytyjski basista, członek zespołu UFO (ur. 1951)
- 2021:
  - Irena Bajerska, polska architekt krajobrazu (ur. 1943)
  - Carlos Correia, gwinejski polityk, premier Gwinei Bissau (ur. 1933)
  - R. Murray Schafer, kanadyjski kompozytor, pedagog muzyczny (ur. 1933)
- 2022:
  - Kristaq Dhamo, albański reżyser, scenarzysta i krytyk filmowy (ur. 1933)
  - Yosiwo George, mikronezyjski dyplomata, polityk, gubernator Kosrae, wiceprezydent (ur. 1941)
  - Stefan Gierowski, polski malarz (ur. 1925)
  - Marshall Napier, nowozelandzki aktor (ur. 1951)
  - Zygmunt Składanowski, polski fizyk, szermierz, trener (ur. 1939)
- 2023:
  - Louis Mexandeau, francuski historyk, nauczyciel, polityk, minister poczty (ur. 1931)
  - László Zarándi, węgierski lekkoatleta, sprinter (ur. 1929)
- 2024:
  - Sture Grahn, szwedzki biegacz narciarski (ur. 1932)
  - Hermann Haken, niemiecki fizyk, wykładowca akademicki (ur. 1927)
  - Georges Korm, libański ekonomista, prawnik, historyk, wykładowca akademicki, polityk, minister finansów (ur. 1940)
  - Takayuki Kubota, japoński mistrz sztuk walki (ur. 1934)
  - Gena Rowlands, amerykańska aktorka (ur. 1930)
  - Milan Špinka, czeski żużlowiec (ur. 1951)
  - Tadeusz Trębacz, polski regionalista, działacz kulturalny, publicysta (ur. 1933)
  - Aleksandr Uszakow, rosyjski biathlonista (ur. 1948)
  - Vladimír Vavřínek, czeski historyk, bizantynolog, wykładowca akademicki (ur. 1930)
- 2025:
  - Michael N. Castle, amerykański prawnik, polityk, wicegubernator i gubernator stanu Delaware (ur. 1939)
  - Wiesława Dembińska, polska operatorka dźwięku (ur. 1936)
  - Bernardo Ruiz, hiszpański kolarz szosowy (ur. 1925)